# 索拉金
索拉金，是西班牙拉里奥哈自治区的一个市镇。总面积6平方公里，总人口57人（2001年），人口密度10人/平方公里。